# Geist sucht Körper
Geist sucht Körper (Originaltitel: Return to Tomorrow) ist die nach Ausstrahlungsreihenfolge 20. und nach Produktionsreihenfolge 22. Episode der zweiten Staffel der Science-Fiction-Fernsehserie Raumschiff Enterprise. Sie wurde in englischer Sprache erstmals am 9. Februar 1968 bei NBC ausgestrahlt. In Deutschland war sie zum ersten Mal am 29. Dezember 1973 in einer synchronisierten Fassung im ZDF zu sehen.

## Handlung
Im Jahr 2268 bei Sternzeit 4768.3 durchquert die Enterprise eine bislang unerforschte Region des Weltraums. Kommunikationsoffizierin Uhura empfängt ein Signal, kann aber seine Quelle nicht genau orten. Schließlich erreicht das Schiff einen Planeten, der einst der Erde ähnelte, nun aber ohne Leben ist. Plötzlich ertönt von irgendwoher eine Stimme, die um den Besuch eines Außenteams bittet. Das fremde Wesen übermittelt die Koordinaten einer Kammer, die über hundert Meilen unter der Oberfläche liegt. Kirk will seinem ersten Offizier Spock während seiner Abwesenheit das Kommando überlassen, doch ein plötzlicher Energieabfall signalisiert, dass das Wesen auch Spocks Anwesenheit wünscht. Im Transporterraum der Enterprise treffen die beiden auf die Astrobiologin Ann Mulhall, die angibt, eine fremde Stimme hätte ihr befohlen, sich hier zu melden. Kirk will sich nun zusammen mit Spock, Mulhall, Schiffsarzt McCoy und zwei Sicherheitsoffizieren zu den angegebenen Koordinaten beamen lassen, doch das Wesen sorgt dafür, dass die Sicherheitsoffiziere an Bord bleiben.
Auf dem Planeten trifft das Außenteam auf die Quelle der geheimnisvollen Stimme: Sargon, ein körperloses Wesen in einer leuchtenden Kugel. Sargon erklärt, dass sein Volk vor 600.000 Jahren eine humanoide Gestalt hatte und Kolonien in der gesamten Galaxie gründete. Doch 100.000 Jahre später brach ein gewaltiger Krieg jenseits der menschlichen Vorstellungskraft aus, der sein Volk fast völlig vernichtete und seine Heimat zu einer toten Welt machte. Ohne Vorwarnung übernimmt Sargon daraufhin Kirks Körper und sperrt dessen Geist in seine Kugel ein. Sargon führt die anderen Mitglieder des Außenteams in eine weitere Kammer mit weiteren Kugeln. Die meisten sind längst erloschen, nur in zwei von ihnen gibt es noch Leben. Die eine beherbergt Sargons Frau Thalassa, die andere Henoch, der im Krieg der Gegenseite angehörte. Auch sie sollen Körper übernehmen, nämlich die von Spock und Mulhall. McCoy protestiert, denn Kirks Körperfunktionen werden durch Sargons Geist in ungesunde Höhen getrieben. Dieser versichert, dass die Körper nur für begrenzte Zeit geliehen werden sollen. Auf der Enterprise wollen sie Androiden konstruieren, die ihnen anschließend als dauerhafte Körper dienen sollen. Als Zeichen seines guten Willens gibt er Kirk seinen Körper zurück.
Zurück auf dem Schiff berät Kirk mit seinen Offizieren das weitere Vorgehen. Er will in dieser Angelegenheit keine Befehle erteilen, Spock und Mulhall sind aber schließlich einverstanden, Sargons Bitte zu erfüllen. Sargon übernimmt erneut Kirks Körper, Thalassa den von Mulhall und Henoch den von Spock. Sargon und Thalassa müssen sich schon bald wieder in ihre Kugeln zurückziehen, doch Henoch kommt mit Spocks Körper gut zurecht, denn als Halb-Vulkanier kann dieser größere Belastungen aushalten als Menschen. Henoch und Schwester Chapel entwickeln nun ein Mittel, mit dessen Hilfe die drei Wesen und ihre Wirtskörper sich besser aneinander anpassen sollen. Für Sargon entwickelt Henoch jedoch heimlich ein anderes Mittel, das zu seinem Tod führen soll. Als Chapel das bemerkt, lässt er sie dies mittels Telepathie wieder vergessen.
Sargon und Thalassa beginnen mit der Konstruktion eines Androiden. Henoch gibt offen zu, dass er keine Lust hat, seinen jetzigen Körper gegen einen künstlichen einzutauschen, und auch Thalassa kommen schließlich Zweifel. Kirks Körper wird von Sargon zunehmend geschwächt, schließlich kollabiert er. Um Kirks Leben zu retten, verlässt Sargon den Körper. Da er jedoch nicht in seine Kugel zurückkehrt, erklärt McCoy ihn für tot. Da sich Kirks Geist immer noch in Sargons Kugel befindet, schlägt Thalassa McCoy einen Handel vor: Sie kann beide wieder vereinigen, will dafür aber Mulhalls Körper behalten. Als McCoy das ablehnt, fügt sie ihm telepathisch starke Schmerzen zu, erschrickt aber schnell über ihr eigenes Verhalten. Da ertönt wieder die Stimme von Sargon, der nun die Enterprise als Wirt nutzt. Thalassa bittet McCoy, die Krankenstation zu verlassen. Sie bleibt allein mit Schwester Chapel und Kirk zurück. Als er sich in einen Nebenraum begeben hat, hört McCoy plötzlich mehrere Explosionen. Dann läuft Chapel an ihm vorbei und wirkt dabei geistig abwesend. Als er die Krankenstation betritt, stellt er fest, dass Kirk und Mulhall ihre Körper zurückhaben. Die drei Kugeln sind zerstört – daher die Explosionen. Erschrocken fragt McCoy nach Spocks Geist. Kirk meint, dieses Opfer sei leider unumgänglich gewesen. Nun muss auch Spocks Körper sterben, um Henoch endgültig aufzuhalten. McCoy soll ein Mittel herstellen, das für Vulkanier tödlich ist.
Mittels seiner telepathischen Kräfte versucht Henoch inzwischen, die Brückenbesatzung seinem Willen zu unterwerfen. Kirk, McCoy und Mulhall begeben sich auf die Brücke, um ihm das tödliche Mittel zu verabreichen, doch Henoch kann sie leicht abwehren. Er befiehlt Schwester Chapel, das Mittel McCoy zu spritzen. Sie scheint zunächst zu gehorchen, dreht sich aber plötzlich um und spritzt es in Spocks Körper. Dieser kollabiert daraufhin und da Henoch jetzt weder seine Kugel noch ein Ersatzkörper zur Verfügung stehen, entschwindet er ins Nichts. Plötzlich steht Spock wieder auf, denn sein Bewusstsein steckte in Chapel und wurde jetzt mit Sargons Hilfe wieder in seinen Körper übertragen. Sargon und Thalassa erbitten ein letztes Mal die Körper von Kirk und Mulhall für einen Abschiedskuss, dann entschwinden auch sie und die Enterprise setzt ihre Reise fort.

## Besonderheiten

### Verbindungen zu anderen Star-Trek-Produktionen
Einige Elemente aus dieser Folge wurden in späteren Star-Trek-Produktionen wieder aufgegriffen:
- Im Film Star Trek VI: Das unentdeckte Land von 1991 ist der Planet Arret auf einer Sternenkarte verzeichnet.
- In der Pilotfolge Leuchtfeuer der Serie Star Trek: Discovery von 2017 trägt eines der Bücher von Captain Georgiou den Titel Return to Tomorrow.

### Besonderheiten der deutschen Synchronfassung
Während im englischen Original Sargon, Henoch und Thalassa in den Körpern von Kirk, Spock und Mulhall einfach von deren Schauspielern gesprochen wurden, erhielten die drei Wesen und die von ihnen besetzten Offiziere in der deutschen Fassung unterschiedliche Synchronsprecher.

## Produktion

### Drehbuch
Star-Trek-Schöpfer Gene Roddenberry nahm an John T. Dugans Drehbuchentwurf mehrere kleinere Änderungen vor. Mit den meisten davon hatte Dugan kein Problem, doch das veränderte Ende störte ihn sehr. Er hatte vorgesehen, dass Sargon und Thalassa als körperlose Seelen durchs All reisen sollen, Roddenberry ließ sie hingegen ins Nichts entschwinden. Als gläubiger Katholik widerstrebte das Dugans Sicht auf das Jenseits. Er ließ sich daher in den Credits der Folge nur unter dem Pseudonym „John Kingsbridge“ nennen.
Die drei körperlosen Wesen sind nach historischen und mythologischen Figuren benannt. Sargon war ein König des mesopotamischen Reichs von Akkad im 3. Jahrtausend v. Chr. Thalassa war in der griechischen Mythologie die Verkörperung des Meeres. Henoch ist eine Gestalt aus der Bibel und den apokryphen Henochbüchern.
Der Name des Planeten wird nur im Drehbuch genannt. Er lautet „Arret“ (rückwärts für „Terra“, lateinisch für „Erde“).

### Darsteller
Diana Muldaur, Darstellerin von Dr. Ann Mulhall, hat hier ihren ersten Auftritt im Star-Trek-Franchise. Sie spielte auch Dr. Miranda Jones in der Raumschiff-Enterprise-Folge Die fremde Materie. In der zweiten Staffel der Serie Raumschiff Enterprise – Das nächste Jahrhundert von 1988/89 spielte sie in 18 Folgen Dr. Katherine Pulaski.

### Kostüme
Warum Mulhall als Astrobiologin nicht die blaue Uniform der Abteilungen Medizin und Wissenschaft, sondern die rote Uniform der Abteilungen Sicherheit und Technik trägt, wird nicht näher erklärt.

## Adaptionen
James Blish schrieb eine Textfassung von Geist sucht Körper, die auf Englisch erstmals 1973 in der Geschichtensammlung Star Trek 9 erschien. Die deutsche Übersetzung erschien 1973.

## Rezeption
John T. Dugan wurde 1969 für sein Drehbuch zu Geist sucht Körper für einen Writers Guild of America Award in der Kategorie „Episodisches Drama“ nominiert.
David Morgan führte Geist sucht Körper 2016 auf cbsnews.com als eine der schlechtesten Folgen von Raumschiff Enterprise auf.
Christian Blauvelt listete Geist sucht Körper 2022 auf hollywood.com in einem Ranking aller 79 Raumschiff-Enterprise-Folgen auf Platz 67.

## Parodien und Anspielungen
In dem südkoreanischen Film Daleun... haega kkuneun kkum von 1992 läuft diese Folge im Fernsehen.
In Folge 2.14 (Das Zeichen) der Krimiserie Criminal Minds von 2007 beantwortet Dr. Spencer Reid Trivia-Fragen über Geist sucht Körper.